# Sylvius Leopold Weiss

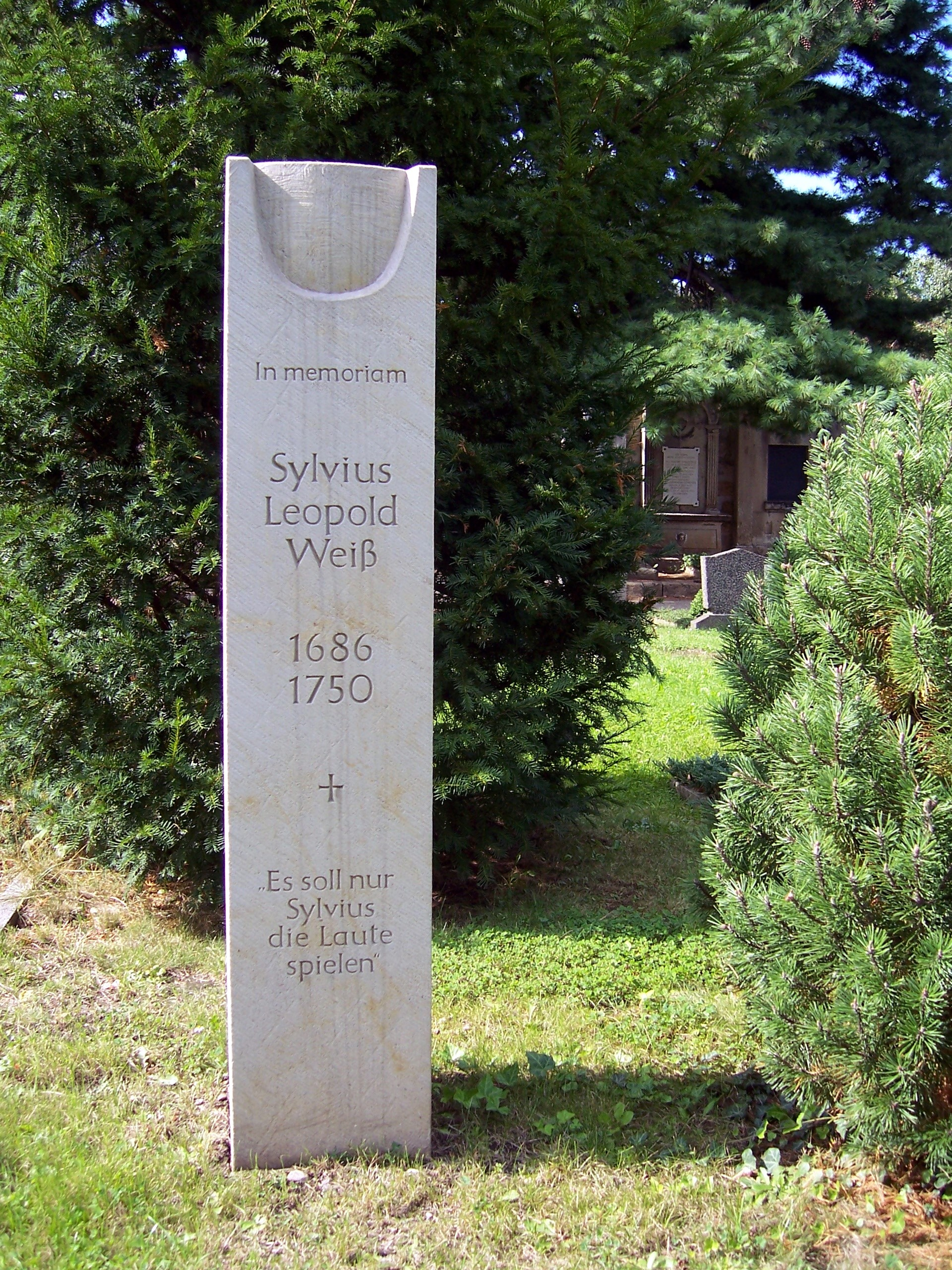
Nagrobek Weissa na Starym Cmentarzu Katolickim w Dreźnie

Sylvius Leopold Weiss (zamiennie Silvius, Sylvio, Silvio i Leopoldus, ur. 12 października 1687 prawdopodobnie w Grodkowie (Grottkau), zm. 16 października 1750 w Dreźnie) – śląski muzyk, kompozytor i lutnista.

## Życiorys
Jego ojcem był Johann Jacob (1662–1754), matką Anna Margaretha. Miał brata Sigimunda oraz siostrę Juliannę Margarethę. Cała rodzina muzykowała, nie tylko na lutni. Pierwsze lata życia spędził we Wrocławiu. Jego pierwszym nauczycielem był ojciec. W wieku 7 lat grał przed Leopoldem I Habsburgiem (1640–1705) o czym wspomina większość leksykonów i książek muzycznych z tego okresu. Sylvius Weiss był żonaty, miał siedmioro dzieci, w tym syna Johanna Adolfa Faustinusa (1741–1814).
W kwietniu 1706 wyjechał wraz z Karolem Filipem III Wittelsbachem na dwór brata tego ostatniego – Jana Wilhelma Wittelsbacha (1658–1716) – gdzie Weiss wykonał Sonatę c-moll nr 7. Sonata ta uznawana jest za najwcześniejszy utwór S.L. Weissa, a poprzedzająca ją fantazja jest obecnie chyba najbardziej znaną kompozycją tego artysty. Po miesiącu muzyk wrócił do Wrocławia. W lipcu otrzymał zaproszenie od Karola III Filipa Wittelsbacha (1661–1742) na rejs prywatnym, specjalnie dla Karola Filipa zbudowanego, statkiem po Odrze na trasie Brzeg-Wrocław. W Brzegu istniała orkiestra Karola III Filipa. Bardzo możliwe, iż S.L. Weiss był jej członkiem kiedy jego ojciec i brat wyjechali do Innsbrucku (kiedy Karol został księciem Palatynatu po śmierci swojego brata Jana Wilhelma w 1716 r.).
Z kolei w 1708 r. lub wcześniej S.L. Weiss poznał Aleksandra Benedykta Sobieskiego (1677–1714), który później objął go swoim artystycznym mecenatem i umożliwił mu wyjazd do Rzymu w 1708 lub 1710 gdzie przybywał do śmierci Aleksandra Sobieskiego w 1714. W stolicy Włoch związany był z teatrem Marii Kazimiery d’Arquien (1641-1716) współpracując z muzykami takimi jak Alessandro Scarlatti (1660-1725), Domenico Scarlatti (1685–1757) czy Arcangelo Corelli (1653-1713), a także protektorami sztuki np. kardynałem Pietro Ottobonim. Być może spotkał się również z Georgiem Friedrichem Händlem (1685-1759), a także lutnistą pracującym w straży papieskiej – Julienem Bloivinem.
Po powrocie z Rzymu S.L. Weiss miał problemy ze znalezieniem pracy. Krótki czas przebywał na dworze Karola III Filipa Wittelsbacha. Następnie w 1718 r. otrzymał posadę w drezdeńskiej kapeli Augusta II Mocnego (1670–1733) kierowanej przez Johanna Adolfa Hassego (1699–1783), w której pozostał do śmierci. Był w owym czasie najlepiej opłacanym muzykiem w zespole. Zabiegały o niego liczne zespoły działające przy dworach w całej Europie. Wcześniej, bo w 1716 r. odwiedził lutniczy warsztat Thomasa Edlingera w Pradze, co przyniosło efekt w postaci nowego modelu lutni 13-chórowej. W 1739 S.L. Weiss spotkał się z Johannem Sebastianem Bachem (1685–1750) i odbyli tam słynny „pojedynek” na improwizowanie fantazji i fug, z czego nie było wyraźnego przegranego. Silvius Leopold Weiss pochowany został 19 października 1750 na Starym Cmentarzu Katolickim w Dreźnie.

## Twórczość
Na twórczość Sylviusa Leopolda Weissa składa się ponad 850 utworów, z czego większość to rękopisy (ponad 60) rozproszone po bibliotekach niemalże całego świata. Znacząca większość przeznaczona jest głównie na lutnię solo oraz różne składy kameralne. Największe zbiory utworów S.L. Weissa, w tym rękopisów, znajdują się w Londynie oraz Dreźnie. Biblioteka Jagiellońska posiada manuskrypty PL-Kj Mus. ms. 40620 Menueta c-moll i PL-Kj Mus. ms. 40633 „Gigue a-moll” na f. 18v i f. 21v. W polskich zbiorach znajduje się również dziesięć tabulatur rękopisów związanych ze zbiorem zachowanych dwunastu z trzynastu rękopisów powiązanych z Opactwem Cysterskim w Krzeszowie, w których odnaleźć można utwory Weissa.